# TSV Schwabmünchen
Der TSV Schwabmünchen (Turn- und Sportverein Schwabmünchen 1863 e. V.) ist ein Sportverein aus der Stadt Schwabmünchen im schwäbischen Landkreis Augsburg.

## Geschichte
Der Verein wurde 1863 als Turnverein gegründet. Heute verfügt er über weitere Abteilungen für Badminton, Basketball, Bogensport, Fußball, Handball, Judo, Leichtathletik, Reha-Sport, Schwimmen, Shorinji Kempo, Ski, Stockschießen, Taekwondo/Ju-Jutsu, Tennis, Tischtennis, Trendsport, Triathlon, Turnen und Volleyball.

## Fußball
Fußball wird im Verein seit Ende der 1920er Jahre gespielt. 1968, 2000 und 2003 gelang der Aufstieg in die Landesliga. Nach dem letzten Aufstieg 2008 konnte sich die Mannschaft in der Landesliga etablieren und stieg in der Saison 2011/12 dank des erweiterten Aufstiegsrechts im Rahmen der Spielklassenreform des Bayerischen Fußball-Verbands in die Bayernliga auf. Im Jahre 2022 stieg die Mannschaft wieder in die Landesliga ab.

### Spielerpersönlichkeiten
- Marcus Müller, Bundesligaspieler
- Adriano Schmidt, vietnamesischer Nationalspieler

## Handball
Die Handballabteilung des TSV Schwabmünchen ist eine erfolgreiche Sparte des Vereins, dessen Damenteam die bayerische Meisterschaft (4. Liga) gewann und 2024/25 der dritthöchsten Spielklasse im deutschen Handball angehört. Die TSV-Handballer nehmen mit Männermannschaften, Damenteams und Nachwuchsmannschaften am Spielbetrieb des Bayerischen Handballverbandes (BHV) teil.

## Inline-Skaterhockey
Die Abteilung Inline-Skaterhockey wurde 2002 gegründet. Von 2007 bis 2011 spielte sie in der 1. Bundesliga.
Im Jahr 2021 wurde die Abteilung aufgelöst.

## Schwimmen
Die Abteilung Schwimmen wurde 1970 gegründet. Das Schwimmtraining findet im Sommer im Freibad Schwabmünchen satt. Da die Stadt Schwabmünchen kein eigenes Hallenbad hat, findet das Training in der Wintersaison im Hallenbad Untermeitingen sowie der Bundeswehrschwimmhalle in Lagerlechfeld statt.
Die größten Erfolge der Abteilung Schwimmen:
2006:
- Deutsche Jahrgangsmeisterin Sießmayr, Ramona über 200 Schmetterling
- Finale des Deutschen Mannschaftswettbewerbes Schwimmen der Jugend (DMS-J)

Vom 1. September 2006 bis 31. Dezember 2014 trat die Wettkampfmannschaft zusammen mit dem 1. SV Nördlingen e. V. als Startgemeinschaft  „SG Schwabmünchen-Nördlingen 06“ auf Schwimmwettkämpfen in ganz Deutschland an und schaffte es bei den Deutschen Mannschaftsmeisterschaften Schwimmen (DMS) bis in die 2. Bundesliga Süd.